# Raimund von Gibelet (Konstabler)
Raimund von Gibelet oder Raimund Embriaco (* vor 1159; † nach 1204) war Konstabler von Tripolis.
Er war der zweitgeborene Sohn des Wilhelm II. Embriaco, Herr von Gibelet und seiner Frau Sancha. Sein älterer Bruder Hugo II. folgte dem Vater als Herr von Gibelet.
1181 und 1183 wird er urkundlich als Konstabler der Grafschaft Tripolis genannt.
Er war verheiratet und hatte einen Sohn, Wilhelm, der Eva, eine Adlige aus dem Fürstentum Antiochia heiratete. Dessen einziger Sohn, Raimunds Enkel, Johann von Gibelet wurde 1259 Marschall von Jerusalem.